# Swamp Thing (série télévisée)
Pour les articles homonymes, voir Swamp Thing (homonymie).
Swamp Thing est une série télévisée américaine en dix épisodes d'environ 45 minutes, produite par les studios Atomic Monster Productions et Warner Bros. Television. Elle est basée sur le personnage de DC Comics Swamp Thing créé par Len Wein et Bernie Wrightson. Les épisodes sont mis en ligne hebdomadairement entre le 31 mai et le 2 août 2019 sur la plateforme de streaming DC Universe, puis diffusée à la télévision à partir du 6 octobre 2020 sur le réseau The CW.
En France, tous les épisodes de la série sont disponibles depuis le 1er juillet 2020 sur Prime Video. Au Canada, tous les épisodes sont disponibles sur Club Illico. Elle reste inédite dans les autres pays francophones. 

## Synopsis
Abby Arcane, chercheuse au CDC (Centres pour le contrôle et la prévention des maladies), retourne dans sa ville natale de Marais en Louisiane. Sur place, elle se lie au docteur Alec Holland afin d'enquêter sur un virus mortel né dans les marais. Peu de temps après le début de leurs recherches, Alec disparaît mystérieusement au milieu du marais. Abby décide de se mettre à sa recherche et doit dans le même temps affronter son passé et ses vieux démons. Elle retrouve notamment Maria et Avery Sunderland, les parents de sa meilleure amie Shawna, décédée dans des circonstances suspectes. Elle recroise également Matt Cable, qui était secrètement amoureux d'elle au lycée. Matt est devenu adjoint du shérif qui n'est autre que sa mère Lucilia.
Avec l'aide de son amie Liz Tremayne, Abby va enquêter dans les marais sombres et infectés. Elle va y croiser une très étrange créature végétale qui prétend être Alec.

## Distribution

### Acteurs principaux
- Crystal Reed (VF : Olivia Dalric) : Dr Abigail « Abby » Arcane
- Virginia Madsen (VF : Martine Irzenski) : Maria Sunderland
- Andy Bean (en) (VF : Valentin Merlet) : Dr Alec Holland
- Derek Mears (VF : Boris Rehlinger) : la créature
- Henderson Wade (VF : Jean-Michel Vaubien) : Matt Cable
- Maria Sten (VF : Charlotte Correa) : Liz Tremayne
- Jeryl Prescott (VF : Maïk Darah) : Madame Xanadu
- Jennifer Beals (VF : Danièle Douet) : la shérif Lucilia Cable
- Will Patton (VF : Gabriel Le Doze) : Avery Sunderland

### Acteurs récurrents
- Elle Graham (VF : Maryne Bertieaux) : Susie Coyle
- Leonardo Nam (VF : Fabrice Fara) : Harlan Edwards
- Ian Ziering (VF : Alexandre Gillet) : Daniel Cassidy / Blue Devil
- Given Sharp (VF : Jennifer Fauveau) : Shawna Sunderland
- Kevin Durand (VF : Guillaume Orsat) : Dr Jason Woodrue
- Selena Anduze (VF : Agnès Afriat) : Dr Caroline Woodrue
- Macon Blair (VF : Dimitri Rataud) : Phantom Stranger
- Al Mitchell (VF : Rody Benghezala) : Delroy Tremayne
- Michael Beach (VF : Frantz Confiac) : Nathan Ellery

### Invités
- Adrienne Barbeau : Dr Palomar
- Tim Russ (VF : Jean-Paul Pitolin) : Dr Chowodury
- Scott Deckert (VF : Nicolas Dangoise) : Mike Landry
- William Mark McCullough (VF : Emmanuel Gradi) : Remy Dubois
- Jake Busey : Shaw

 Source et légende : version française (VF) sur RS Doublage et DSD

## Fiche technique
- Titre original : Swamp Thing
- Création : Gary Dauberman et Mark Verheiden d'après les personnages créés par Len Wein et Bernie Wrightson
- Producteurs exécutifs : Len Wiseman, Michael Clear, Gary Dauberman, Mark Verheiden et James Wan
- Coproducteurs exécutifs : Doris Egan, Rob Fresco, Erin Maher, Kay Reindl et Deran Sarafian
- Producteur : Terry Gould
- Coproducteurs : Tom Flores, Rob Hackett et Dale Williams
- Musique : Brian Tyler
- Directeurs de la photographie : Fernando Argüelles, Peter B. Kowalski et Pedro Luque
- Montage : Scott Draper, Tim Mirkovich, Mark Stevens et Hector Carrillo
- Distribution : Rich Delia
- Création des décors : Charles William Breen, Anthony Medina et William G. Davis
- Direction artistique : Jason Bistarkey et William G. Davis
- Décoration de plateau : Chuck Potter
- Création des costumes : Emmie Holmes
- Effets spéciaux de maquillage : Scott Holbert et Rob Hinderstein
- Supervision des effets spéciaux : David Beavis
- Supervision des effets visuels : David Beedon
- Sociétés de production : Atomic Monster et DC Universe
- Société de distribution : DC Universe
- Pays de production :  États-Unis
- Langue originale : anglais
- Forma : Couleurs
- Genre : super-héros, science-fiction, drame

## Production
La série est officiellement annoncée le 2 mai 2018.
Début septembre 2018, l'actrice Crystal Reed, vue dans Teen Wolf, Gotham et dans le film Ghostland, est la première du casting à être annoncée dans le rôle principal d'Abby Arcane.
Derek Mears, connu pour avoir joué Jason Voorhees dans Vendredi 13 (2009) ou encore un Predator dans Predators (2010) et plusieurs autres créatures de films d'horreurs, est annoncé dans le rôle-titre en septembre 2018.
Le 3 avril 2019, DC Universe annonce la diffusion du pilote pour le 31 mai 2019, à la suite directe de Doom Patrol.
Le tournage débute en 2018 à Wilmington en Caroline du Nord. La première bande-annonce laisse apercevoir Swamp Thing, le super-héros détrempé.
Le 17 avril 2019, à la suite d'un différend entre Warner Bros. Television et l'État de Caroline du Nord sur le montant d'un abattement fiscal (sur les 40 millions de dollars promis, seuls 12 ont été finalement versés), la plateforme de streaming en association avec Warner décide de réduire le nombre d'épisodes de 13 à 10.
Le 6 juin 2019, soit six jours après la mise en ligne du pilote, DC Universe annule la série, déjà affectée par des soucis de production et alors que Warner va lancer sa propre plate-forme de vidéo à la demande, WarnerMedia. Les épisodes produits seront diffusés chaque vendredi jusqu'à l'épisode final le 2 août 2019.

## Épisodes
1. Épidémie (Pilot)
2. Des mondes différents (Worlds Apart)
3. Il parle (He Speaks)
4. Les ténèbres rôdent (Darkness on the Edge of Town)
5. Conduire jusqu'au bout de la nuit (Drive All Night)
6. Le Prix à payer (The Price You Pay)
7. Illusion parfaite (Brilliant Disguise)
8. La Longue route de retour (Long Walk Home)
9. Leçon d'anatomie (The Anatomy Lesson)
10. Sans issue (Loose Ends)

## Liens avec l'Arrowverse
Après la fin de la série, Derek Mears reprend son rôle de la créature dans le crossover du Arrowverse, Crisis on Infinite Earths, diffusé en 2020. L'événement situe la série Swamp Thing sur la Terre-19 du multivers de l'Arrowverse. En 2023, il apparaît également dans l'épisode 9 de la saison 4 de Titans[réf. nécessaire].

## Accueil

### Critique
Sur l’agrégateur de critiques Rotten Tomatoes, la série obtient 92% d'avis favorables pour 39 critiques et une note moyenne de 7,3⁄10. Le consensus suivant résume les critiques compilées par le site : « En se penchant sur l'horreur de tout cela, Swamp Thing nage profondément dans les tranchées de ce monde étrange et revient avec une bonne série télévisée effrayante ». Sur Metacritic, il obtient une note moyenne de 69⁄100 pour 6 critiques.
Sur le site AlloCiné, qui recense 6 critiques de presse, la série obtient la note moyenne de 3⁄5
.